# Escuela de Tervueren

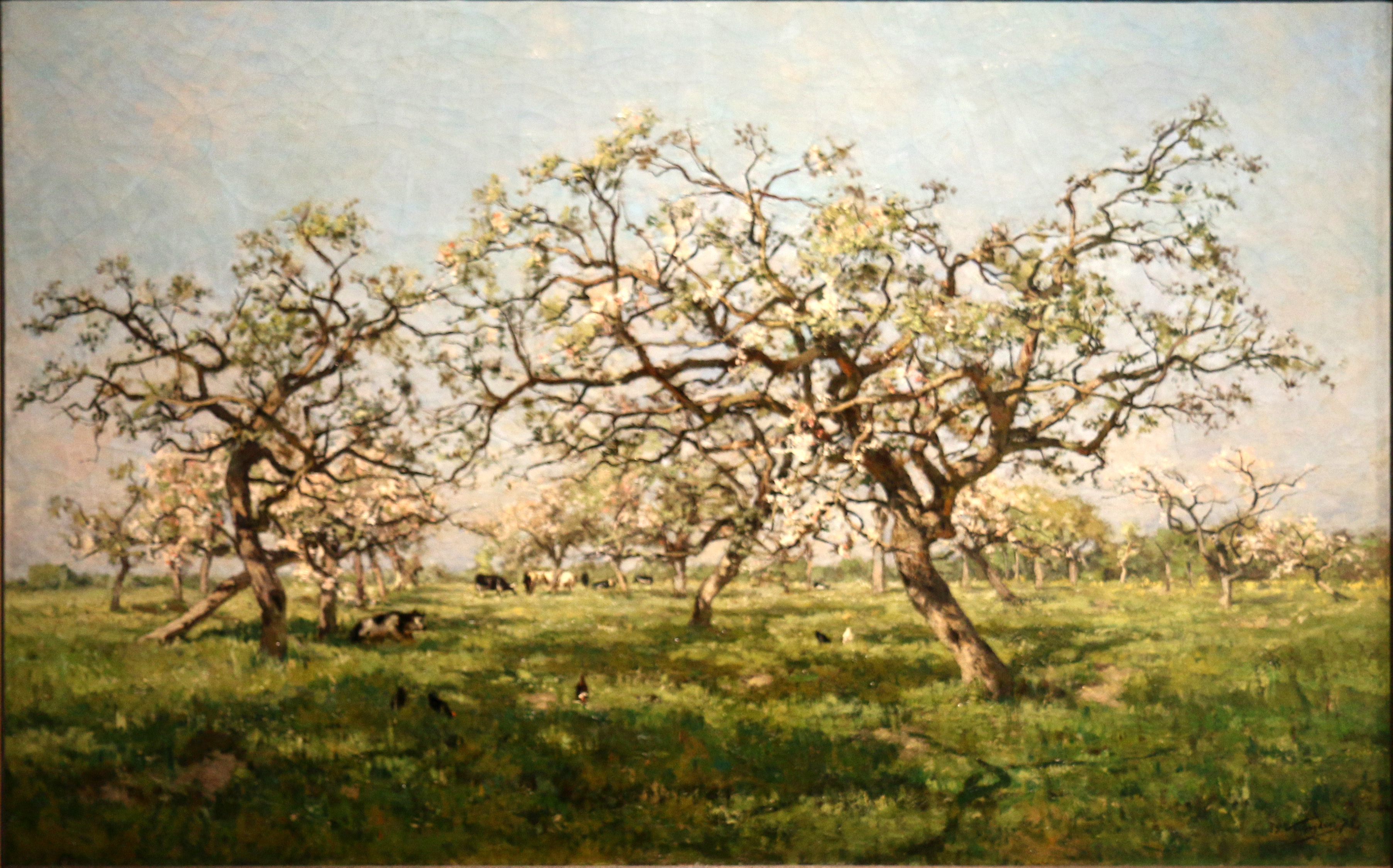
Huerto en primavera (1878), de Isidore Verheyden, Musées Royaux des Beaux Arts de Belgique, Bruselas

La Escuela de Tervueren (en francés: École de Tervueren, en neerlandés: School van Tervuren) fue un movimiento pictórico activo en la localidad de Tervueren (Bélgica) entre 1860 y 1875, aproximadamente.

## Historia
En la población de Tervueren (provincia de Brabante flamenco), a unos 20 km de Bruselas, se instalaron en los años 1860 una serie de pintores paisajistas, en consonancia con otras colonias artísticas que fueron surgiendo a lo largo del siglo XIX en Europa, como las francesas de Barbizon —vinculada al realismo— o Pontoise y Argenteuil —ligadas al impresionismo—, o las italianas de Posillipo —de corte romántico— o de Castiglioncello, donde se reunían los Macchiaioli. Todas ellas tuvieron como máxima premisa la pintura al aire libre (à plein air). El pionero fue Joseph Coosemans, consejero municipal de esa villa, quien buscó es sus paisajes —especialmente el bosque de Soignes— inspiración para sus obras, junto con Jules Montigny. En 1863 se incorporó al grupo Hippolyte Boulenger, quien lo bautizó con el nombre de la localidad en la exposición que efectuaron en el Salón de Bruselas de 1866. Otros miembros del grupo fueron: Alphonse Asselbergs, Jules Raeymaekers, Arthur Bouvier, Édouard Huberti, Louise Héger, Théodore Baron e Isidore Verheyden.
Esta escuela recibió la influencia de la escuela francesa de Barbizon, hasta el punto de que a veces se la denomina el «Barbizon belga». Boulenger, Coosemans y Asselbergs residieron un tiempo en París y Fontainebleau, donde entraron en contacto directo cono los artistas de Barbizon, especialmente Théodore Rousseau y Camille Corot. Por influencia de esta escuela, los artistas de Tervueren se desligaron del paisajismo romántico para abordar el paisaje de una manera más naturalista, como en Barbizon, con un contacto más directo con la naturaleza. Uno de los puntos de interés de estos paisajistas fue la captación de los fenómenos atmosféricos y los efectos luminosos del paisaje, sentando el precedente de lo que sería el luminismo belga. Otro punto de conexión fue con el impresionismo, especialmente con la obra de Verheyden, un artista inquieto que posteriormente transitó del impresionismo al simbolismo y en 1884 fue uno de los miembros del grupo Les Vingt.
La muerte prematura de Boulenger en 1874 y el traslado de Coosemans a Campine en 1876 supusieron la disolución del grupo.

## Galería

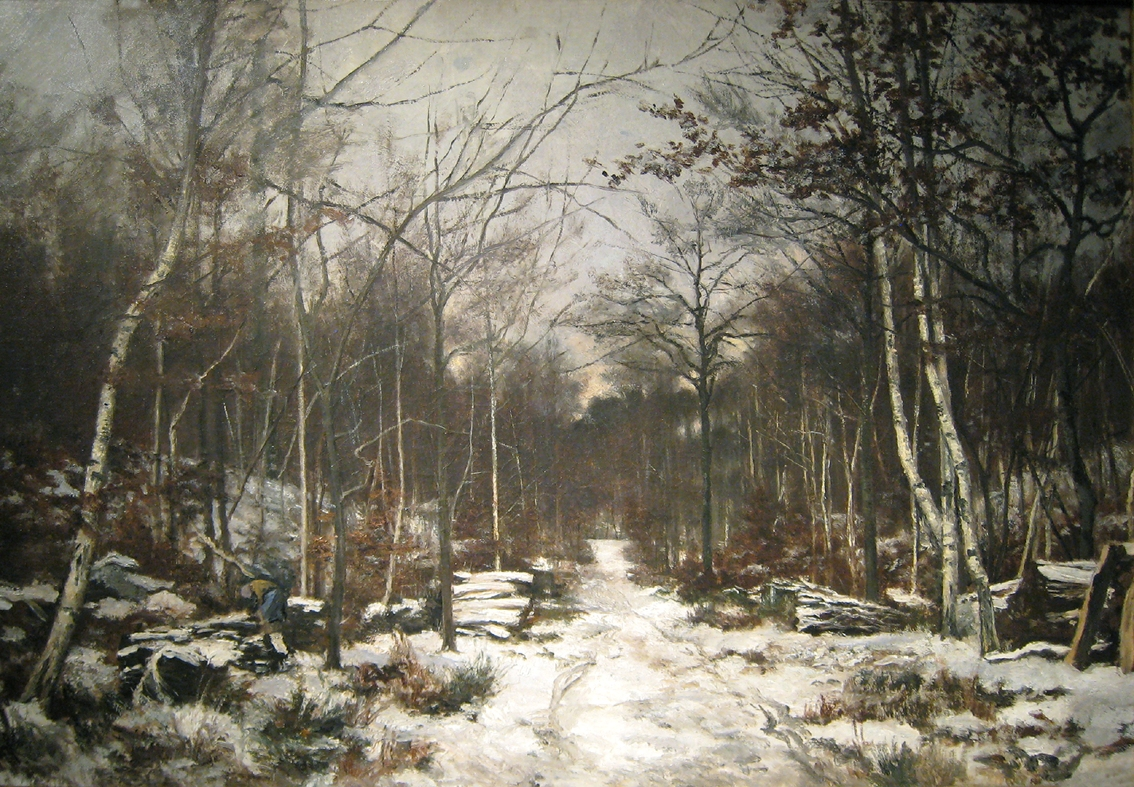
Bosque de Soignes, de Joseph Coosemans, Musée Communal des Beaux-Arts d'Ixelles
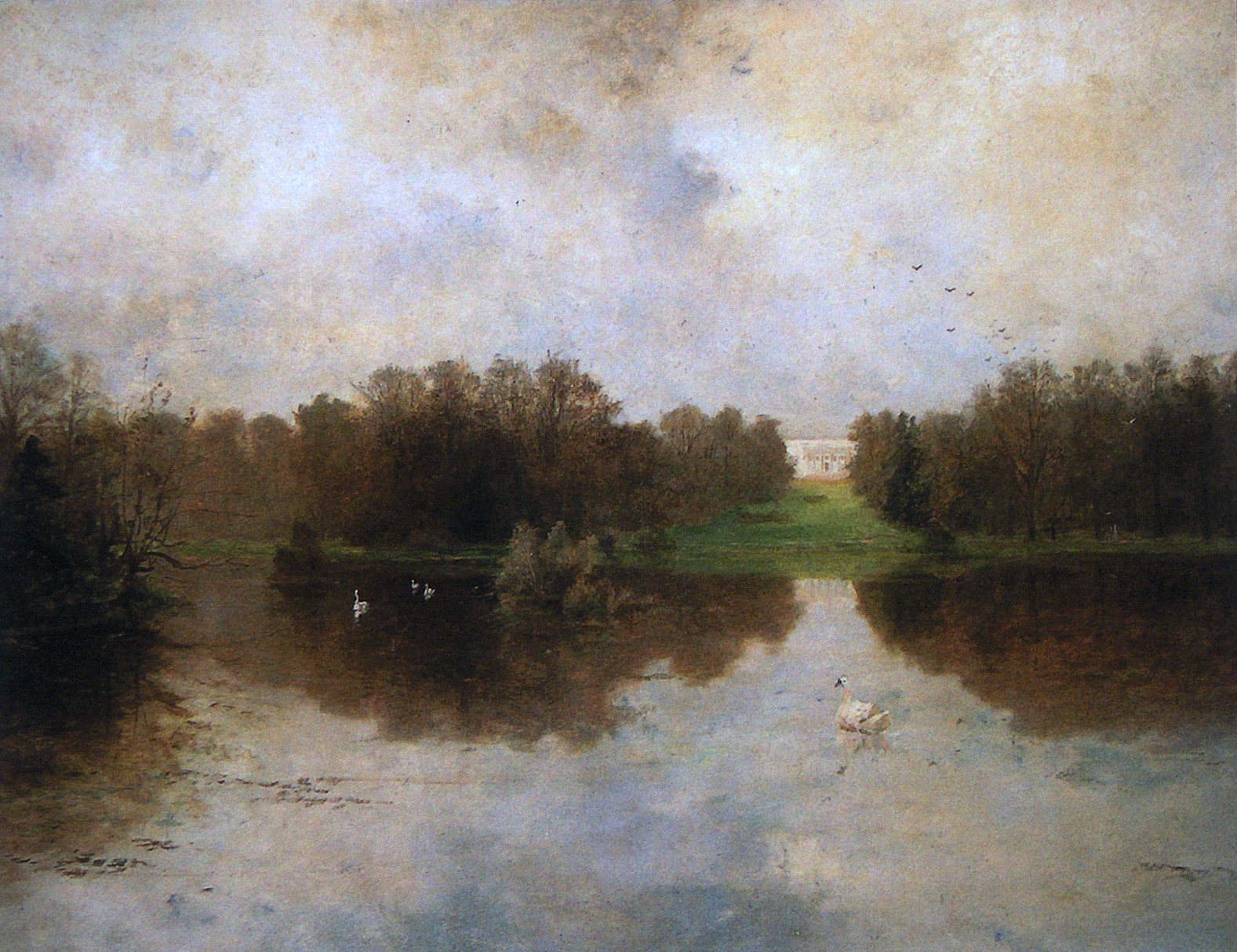
Estanque del castillo en el Warande en Tervueren, de Édouard Huberti, Museo de Tervueren
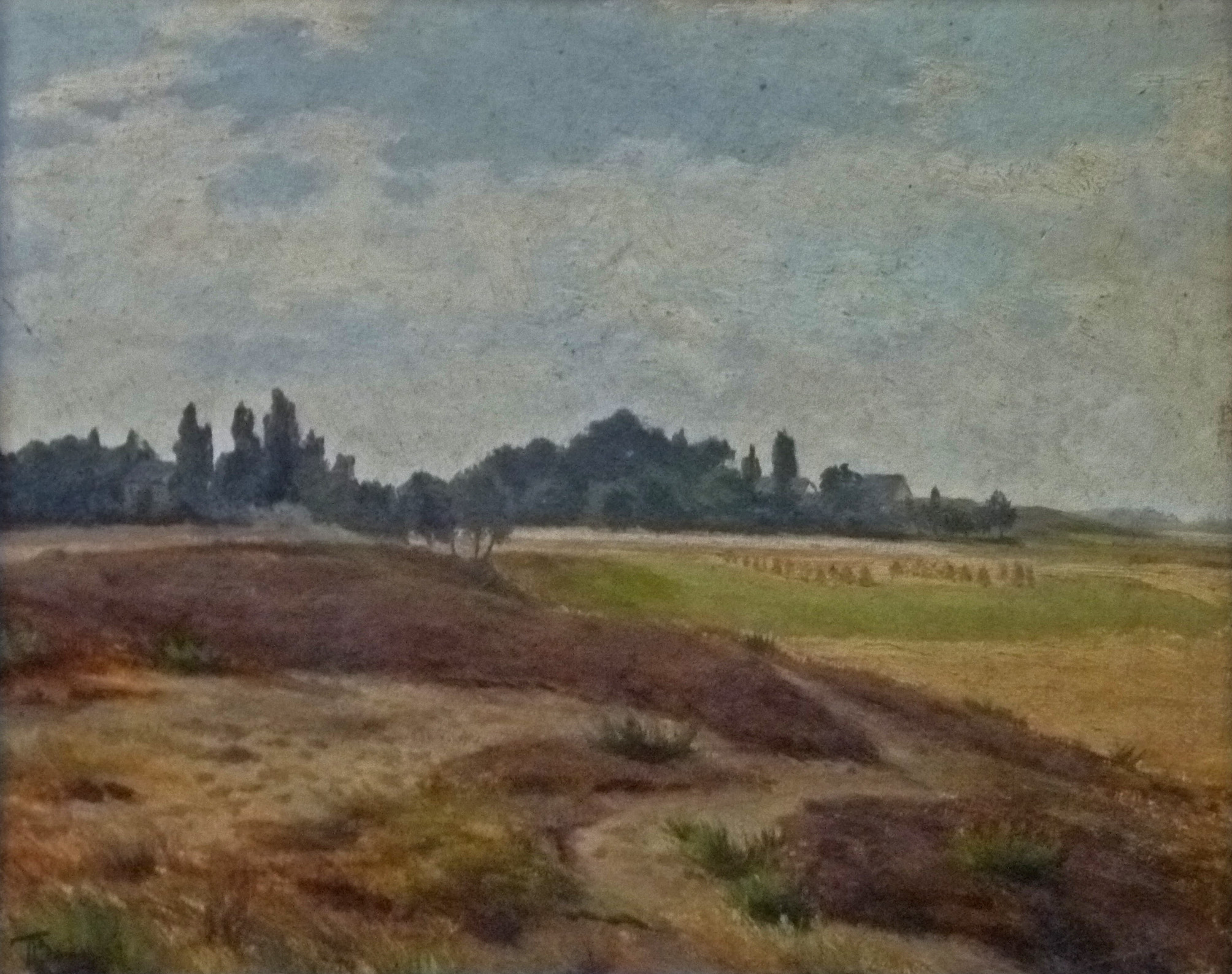
Paisaje, de Théodore Baron, colección privada
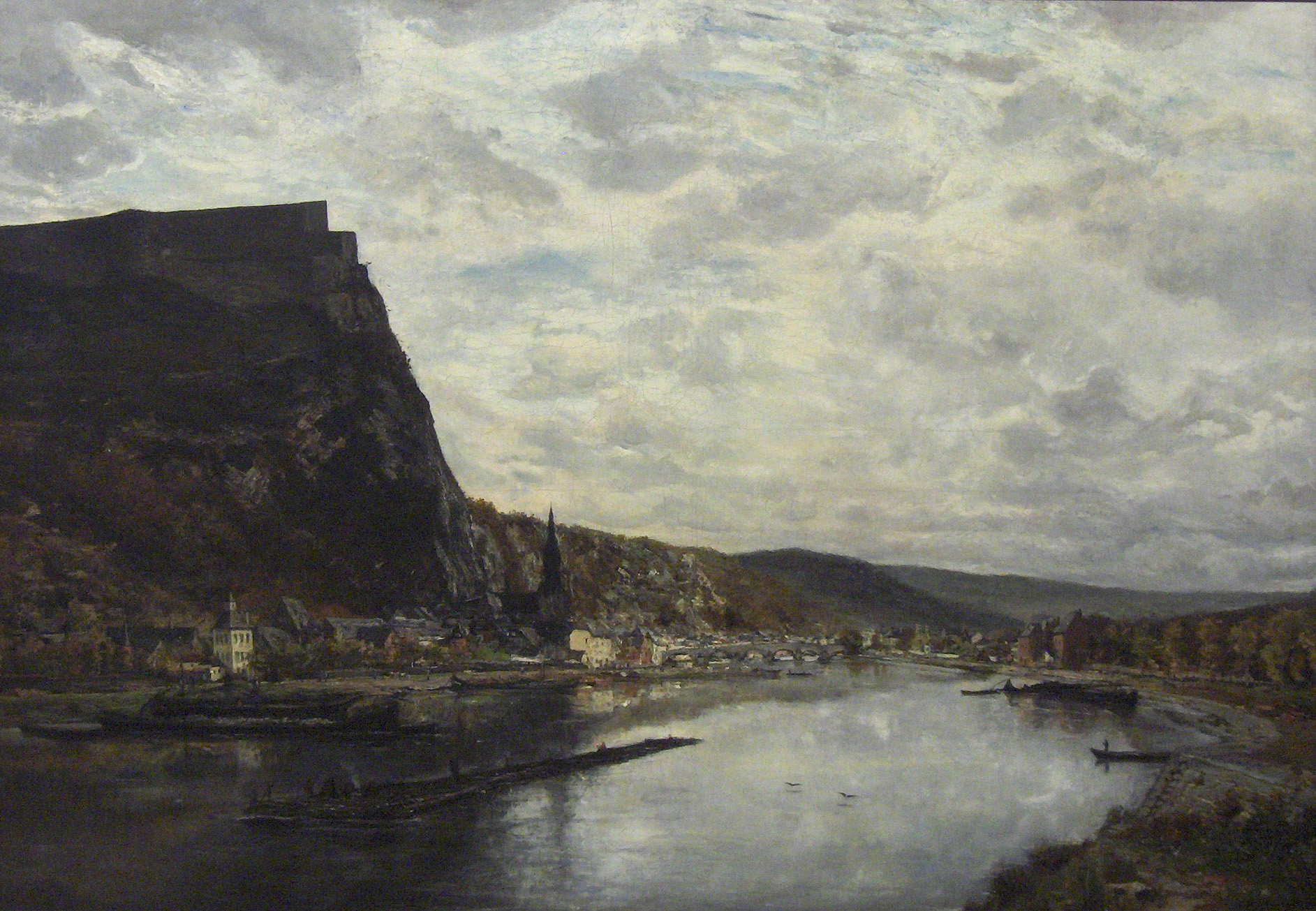
Vista de Dinant (1870), de Hippolyte Boulenger, Musées Royaux des Beaux Arts de Belgique, Bruselas
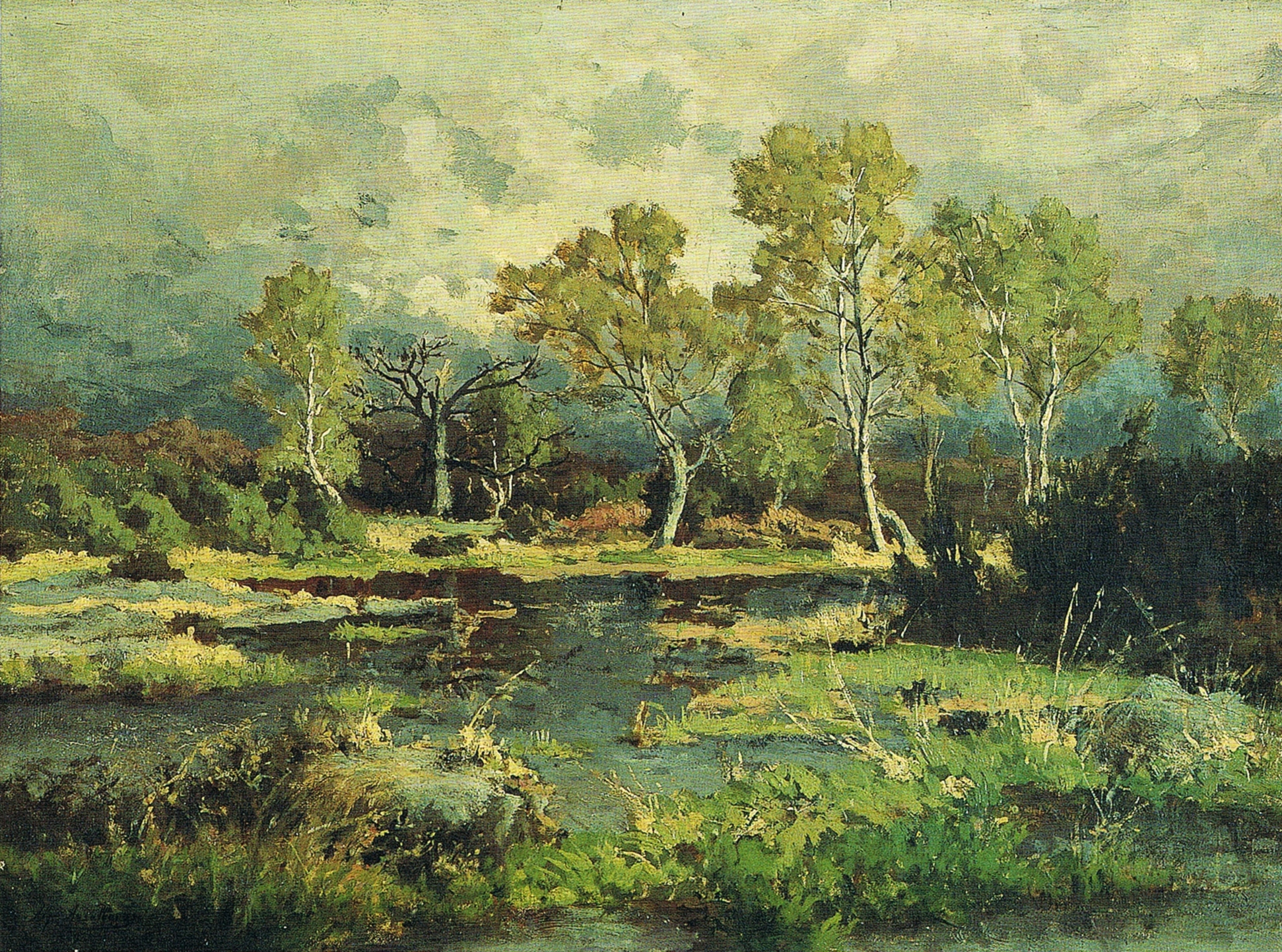
Antes de la tormenta (bosque de Fontainebleau) (1875-1877), de Alphonse Asselbergs, Musée Charlier, Saint-Josse-ten-Noode
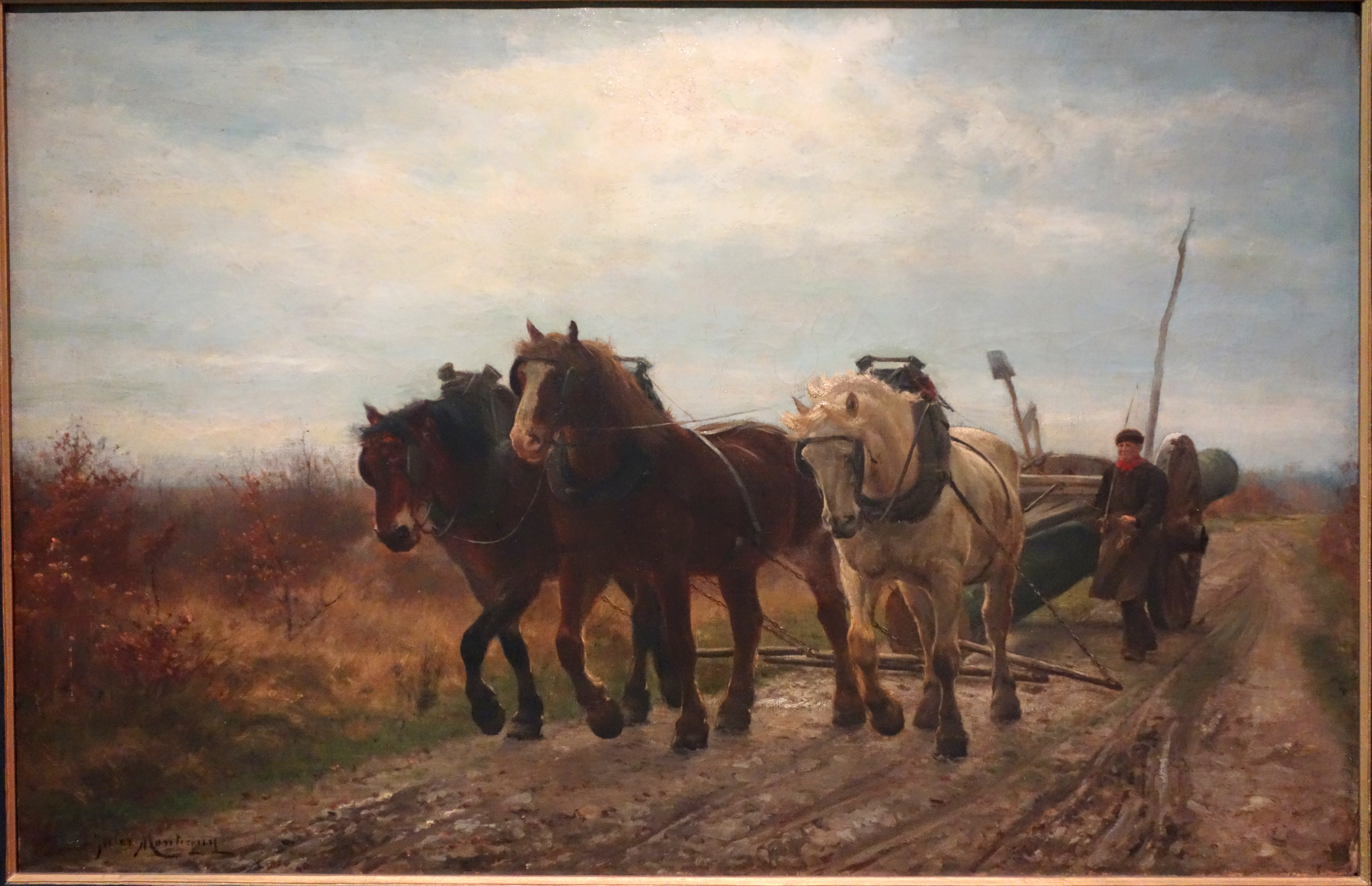
Comerciante de madera (1885), de Jules Montigny, M - Museum Leuven, Lovaina